# Zygmunt Machoy
Zygmunt Stanisław Machoy (ur. 22 kwietnia 1924 w Wolsztynie, zm. 17 lipca 2018 w Szczecinie) – polski biochemik i nauczyciel akademicki, profesor nauk chemicznych, wykładowca Pomorskiego Uniwersytetu Medycznego w Szczecinie.

## Życiorys
W okresie II wojny światowej wysiedlony do Generalnego Gubernatorstwa. Po wyzwoleniu powrócił do Wolsztyna, po ukończeniu szkoły średniej podjął studia chemiczne na Wydziale Matematyki, Fizyki i Chemii Uniwersytetu im. Adama Mickiewicza w Poznaniu. W 1951 uzyskał tytuł zawodowy magistra chemii. W 1962 otrzymał tam stopień doktora nauk chemicznych po obronie dysertacji Kontaktowe odbarwianie niektórych barwników spożywczych przy współudziale tlenu powietrza, a w 1970 został doktorem habilitowanym na podstawie dorobku naukowego i monografii Fizykochemiczne badania procesu pobierania tlenu przez układ oksydazy cytochromowej. W 1985 otrzymał tytuł profesorski w zakresie nauk chemicznych. Specjalizował się w zagadnieniach z zakresu biochemii, chemii analitycznej i organicznej.
Od 1951 był zawodowo związany z Pomorską Akademią Medyczną i następnie z powstałym z jej przekształcenia Pomorskim Uniwersytetem Medycznym w Szczecinie. Początkowo zatrudniony w pracowni chemicznej Zakładu Patologii Ogólnej i Doświadczalnej, później w Zakładzie Chemii Ogólnej. Od 1976 do czasu przejścia na emeryturę w 1994 był kierownikiem Zakładu Chemii Fizjologicznej PAM. Pełnił funkcje prodziekana (1981–1984) i dziekana (1984–1987) Wydziału Lekarskiego Pomorskiej Akademii Medycznej.
Był członkiem Polskiego Towarzystwa Toksykologicznego, Polskiego Towarzystwa Biochemicznego i Polskiego Towarzystwa Chemicznego oraz komitetów Polskiej Akademii Nauk: Komitetu Biochemii i Biofizyki oraz Komitetu Ekologii. Wchodził w skład komitetów redakcyjnych czasopism „Fluoride” i „Environmental Sciences”. Kierował organizacją ISFR, skupiającą naukowców zajmujących się badaniami nad fluorem.

## Odznaczenia i wyróżnienia
- Krzyż Oficerski Orderu Odrodzenia Polski (1998)[4]
- Krzyż Komandorski Orderu Odrodzenia Polski (2013)[5]
- tytuł członka honorowego Polskiego Towarzystwa Biochemicznego (1995)[6]
- tytuł doktora honoris causa Pomorskiej Akademii Medycznej (2007)[1]